# Тирский собор
Тирский собор — поместный собор, состоявшийся в Тире в 335 году по приказу императора Константина Великого с целью обсуждения обвинений, выдвинутых против архиепископа Александрийского Афанасия. Результатом собора стала ссылка Афанасия в Трир. По мнению некоторых современных историков, поражение Афанасия стало результатом не доктринальных разногласий, а его неподобающего поведения в Египте. По мнению английского историка Церкви У. Х. К. Френда, в связи со своим значением для будущих взаимоотношений Церкви и государства, Тирский собор может быть поставлен в один ряд с Никейским.

## Предыстория
В ходе конфликта между сторонниками и противниками идеи об единосущности Бога Отца и Сына, не завершившегося с формальным осуждением Ария и его учения Никейским собором, уже при жизни Константина Великого успеха стала добиваться арианская партия во главе с Евсевием Никомидийским. Согласно Роуэну Уильямсу, её главной целью было восстановление Ария в Александрийской церкви, что можно проследить начиная с собора в Вифинии 328 года. Несмотря на то, что призыв «евсевиан» о прощении Ария был поддержан императором, его категорически отверг Афанасий Великий, занимавший александрийскую кафедру с 328 года. В 330 году на Антиохийском соборе был низложен один из лидеров их противников, епископ Евстафий Антиохийский. В трудах церковных историков уделяется внимание и другим значительным жертвам «евсевиан» — Маркеллу Анкирскому, осужденному на Константинопольском соборе в 336 году, и Афанасию Великому.
Невозможность, с одной стороны, заставить Афанасия принять в церковное общение Ария и твёрдость его богословской позиции с другой, заставили его противников нанести удар со стороны церковной дисциплины. Для этого «евсевиане» вступили в союз со сторонниками Мелетия Ликопольского, находившимися в конфликте с Афанасием со смерти Александра Александрийского и последовавшей борьбы за александрийское патриаршество. Формирование такого союза историки относят к периоду между 329 и 331 годами. Согласно Афанасию, инициатива принадлежала Евсевию, убедившего мелетиан придумать предлог для обвинений епископа, тогда как Епифаний Кипрский помещает события в более сложный исторический контекст: по его словам, после того, как делегация мелетианских епископов не была принята императором, Евсевий обещал им свою помощь взамен на поддержку восстановления Ария. В начале, как сообщает Филосторгий, была подвергнута сомнению каноничность избрания Афанасия. Затем, в 331 году мелетиане обвинили его во введении незаконных налогов. Они же обвинили Афанасия перед Константином в государственной измене и финансовой поддержке некоего узурпатора Филумена. После того, как Константин встал на сторону Афанасия, в 334 году последний был обвинён в убийстве мелетианского епископа Арсения и отрезании его руки с целью колдовства, а также нападении на мареотского епископа Исхиру. Для рассмотрения дела был созван в 334 году собор в Кесарии Палестинской на который Афанасий, чувствуя поддержку Константина, не явился. Это было расценено как свидетельство непочтительности к императору, по воле которого был созван собор. В результате рассмотрение было перенесено на следующий год в Тире.

## Ход собора
На собор в Тире собрались многие восточные епископы; в числе их были и православные, как например, Макарий Иерусалимский и Александр Фессалоникский, но большинство собора составили сторонники Евсевия Никомедийского. Повинуясь строгому распоряжению Константина, Афанасий явился в Тир, захватив с собой около пятидесяти египетских епископов для уравновешения шансов сторон, и сначала повел свою защиту удачно. Против обвинения в убийстве Арсения он представил собору этого епископа живым и с обеими руками, эффектно доказав свою невинновность, касательно же Исхиры подверг сомнению действительность епископского сана этого обвинителя. Чтобы проверить последнее показание Афанасия, отцы собора решили послать в Египет специальную комиссию для исследования вопроса на месте.
В эту комиссию вошли злейшие враги Афанасия — Феогнис Никейский, Марий Халкидонский и несколько других епископов, которым Афанасий давно отказывал в церковном общении. Хорошо понимая, куда направятся старания так подобранных следователей, Афанасий тайно, не дожидаясь конца собора, обратился с жалобой к Константину. Протест его оказался убедительным; разгневанный Константин послал суровое приказание Тирскому собору немедленно и в полном составе явиться в Константинополь на очную ставку с Афанасием. Но пока Афанасий путешествовал в столицу и пока повеление императора передавалось в Тир, епископы успели завершить собор, перебрались в Иерусалим на праздник освящения отстроенного царем храма Воскресения и занялись здесь новым делом о принятии Ария в церковь.
Испуганные неожиданным приглашением Константина, они в большинстве своем разбежались, только шесть из них прибыли ко двору и, вместо того, чтобы оправдываться, представили встречное обвинение на Афанасия. Они обвиняли его в том, что он угрожал остановить подвоз хлеба из Александрии. Обвинение было нелепое, и едва ли Константин мог поверить ему. Но в это время он был стар и слаб. Нескончаемые жалобы на Афанасия наскучили ему. Александрийский епископ стал казаться ему каким-то вечным препятствием к церковному миру, постоянно вызывавшим волнения и в своей пастве и среди восточных епископов. И он решился пожертвовать им в целях умиротворения церкви; не входя ни в какие разбирательства, он распорядился сослать его в Трир в Галлию. Это состоялось, вероятно, 5-го февраля 336 года.

## Результаты
Евстафий Антиохийский, Маркелл Анкирский и Афанасий Александрийский не были единственными жертвами развивавшейся на Востоке реакции Никейскому Символу. Церковные историки V века, излагающие ход посленикейских событий, следили, главным образом, за судьбою этих лиц отчасти вследствие их выдающегося положения, отчасти потому, что борьба с ним обращала на себя общее внимание. Однако современные историки, рассматривая документы, относящиеся к изучаемым событиям, делают вывод, что сведения, передаваемые историками, не полны, и что в разное время отправлено было в изгнание ещё несколько других восточных епископов. Так, вместе с Евстафием Антиохийским на соборе 330 года был низложен Асклепа Газский, один из участников Никейского собора, подобно Евстафию, видевший во всяком уклонении от его определений возражение арианства. Около того же времени пошёл в ссылку Евтропий Адрианопольский, личный враг Евсевия Никомидийского и друг Афанасия, а вскоре за ним отправился туда же и его преемник Лукий. Известно также, что константинопольский собор 336 года, обсуждавший дело о Маркелле, вместе с ним лишил кафедр трех епископов — Ефратия Валанейского, Климатия Палтского, и Картерия Артаратского. Кроме этих имен Афанасий упоминает ещё Киматия Антарадского, Кира Берийского, Диодора Асийского, Домниона Сирмийского и Елланика Триполийского. Последним из восточных епископов подпал низложению Павел Константинопольский, преемник Александра, обвиненный в том, что занял кафедру без согласия руководителей реакции — Евсевия Никомидийского и Феодора Ираклийского. которым, по древнему обычаю, принадлежало право рукополагать епископов в Византий.
Таким образом, планы противников Никейского собора блистательно осуществлялись. Защитники единосущия один за другим под разными предлогами удалялись с Востока, и их кафедры были переданы людям, стоявшим в рядах оппозиции. Голоса, отстаивавшие никейское определение, замолкали, и весь Восток сплачивался теснее в желании заставить забыть о Никейском соборе, устранить его результаты из церковного сознания. Собственно говоря, на практике эта цель была достигнута уже к концу царствования Константина, так как в последние годы его правления в восточных областях не было ни одного епископа, который осмелился бы громко защищать единосущие, не рискуя подвергнуться немедленному низложению. Но пока был жив Константин, сохранивший воспоминания о деле 318 отцов, победа реакции оставалась неполной; из области практической, от торжества над отдельными лицами она ещё не переходила в область теоретическую, к торжеству над самым никейским вероопределением. Никейский символ формально принимался всеми церквами, и его авторитет, правда, сильно подорванный осуждением его защитников, всё ещё продолжал быть неотмененным. Для окончательной победы над Никейским собором необходимо было поэтому изъять из употребления его символ, составить новое вероизложение, отвечающее консервативному настроению церковного большинства, и им заменить «сомнительную» никейскую формулу.
Смерть Константина, последовавшая 22 мая 337 года, уничтожила собой последнее препятствие, стоявшее на пути к выполнению этого заключительного пункта антиникейской программы, и при его преемнике, Констанции, борьба с никейцами перенесена была уже на догматическую почву.